# Iambia thuaitesi
Iambia thuaitesi là một loài bướm đêm trong họ Noctuidae.